# 1905 en sport

Cet article présente les faits marquants de l'année 1905 en sport.

## Automobile
- Sixième et dernière édition de la Coupe automobile Gordon Bennett en Auvergne (France). Le Français Léon Théry s’impose pour la seconde fois consécutive sur une Richard-Brasier. Bilan de cette épreuve : 4 victoires pour la France, 1 pour l’Irlande et 1 pour l’Allemagne.
- Raid Paris-Pékin de Luigi Barzini.

## Baseball
- Les New York Giants remportent les World Series face aux Philadelphia Athletics.

## Cricket
- Le Yorkshire est champion d’Angleterre.
- New South Wales gagne le championnat australien, le Sheffield Shield.
- Le Transvaal gagne le championnat sud-africain, la Currie Cup.

## Cyclisme
- Le Français Louis Trousselier s'impose dans le Paris-Roubaix.
- Tour de France (9 juillet au 29 juillet) : Louis Trousselier remporte le Tour. Il devance au classement général Hippolyte Aucouturier et Jean-Baptiste Dortignacq.

Article détaillé : Tour de France 1905

## Football
- 6 avril : crédité du même nombre de points à la fin du championnat, Celtic FC et Rangers FC disputent un match d'appui afin de désigner le champion d’Écosse. Celtic s'impose 2-1.
- 9 avril : Juventus champion d’Italie.
- Newcastle UFC champion d’Angleterre.
- 15 avril : Third Lanarck gagne la Coupe d’Écosse en s’imposant en finale face aux Glasgow Rangers, 3-1.
- 15 avril : Aston Villa remporte la FA Cup face à Newcastle UFC, 2-0.
- 16 avril : le Gallia Club Paris est champion de France USFSA.
- 18 avril : Madrid FC remporte la Coupe d’Espagne face au Athletic Bilbao, 1-0.
- 22 avril : Grasshopper-Club Zurich remporte le championnat de Suisse.
- La Royale Union Saint-Gilloise est championne de Belgique de football.
- 1er octobre : fondation du club de Galatasaray SK
- 1er novembre : Paulistano champion de l'État de Sao Paulo (Brésil).
- Article détaillé : 1905 en football

## Golf
- Le Britannique James Braid remporte le British Open
- L’écossais Willie Anderson remporte l’US Open

## Ski
- 19 mars : premier slalom géant organisé par Mathias Zdarsky en Autriche.

## Hockey sur glace

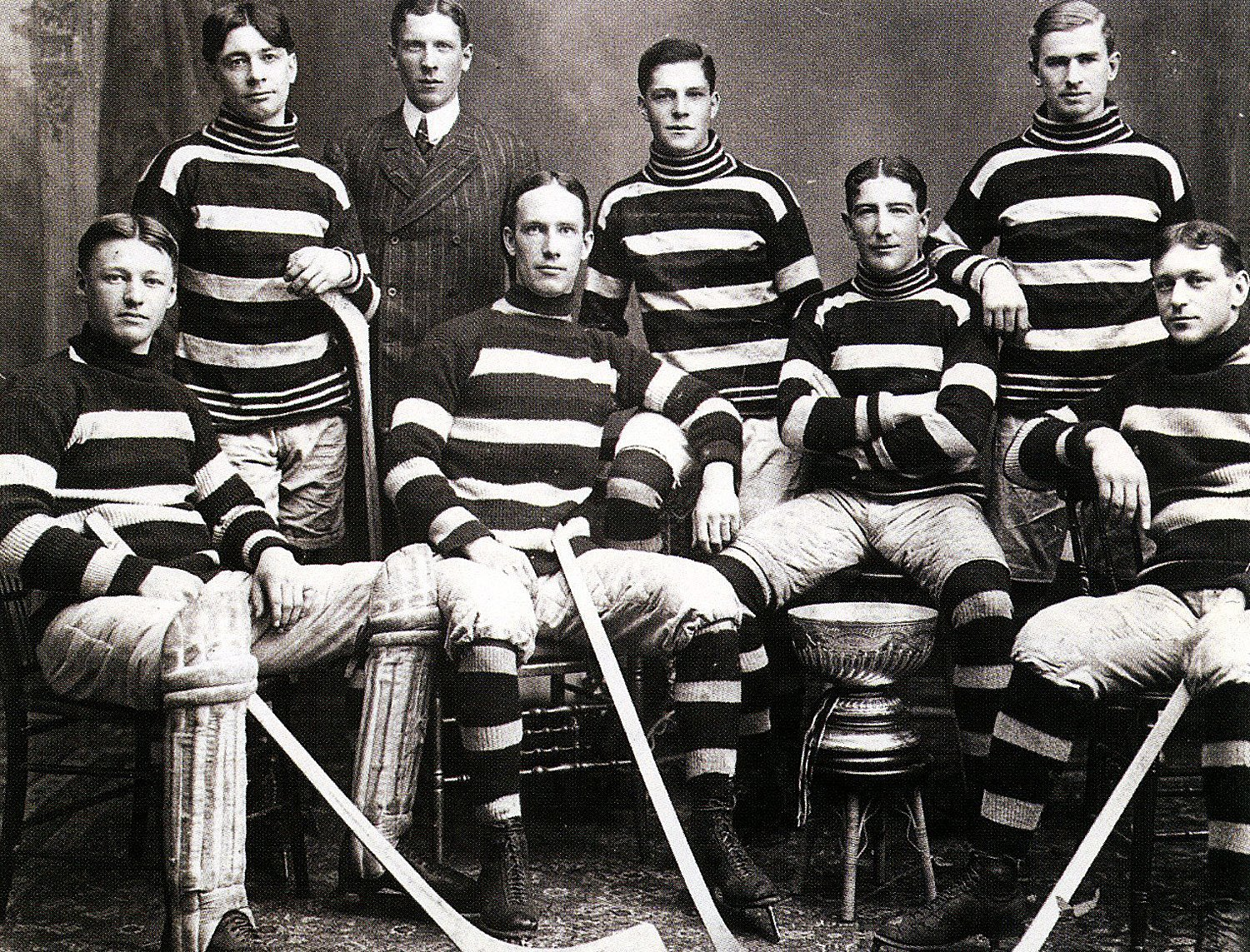
Les Silver Seven d'Ottawa en 1905 avec la Coupe Stanley.

- Coupe Magnus : Les Patineurs de Paris sont champions de France.
- Les Silver Seven d'Ottawa remportent la Coupe Stanley.

## Joute nautique
- Louis Vaillé (dit lou mouton) remporte le Grand Prix de la Saint-Louis à Cette.

## Rugby à XIII
- Warrington remporte la Challenge Cup anglaise.

## Rugby à XV
- Le Stade bordelais UC est champion de France.
- Le Durham est champion d’Angleterre des comtés.
- Auckland remporte le championnat de Nouvelle-Zélande par provinces, le Ranfury Shield.
- La Section Paloise abandonne officiellement la barette aquitaine et se consacre au Rugby à XV.

## Tennis
- 15e édition du championnat de France :
  - Le Français Maurice Germot s’impose en simple hommes.
  - La Française Kate Gillou s’impose en simple femmes.
- 29e édition du Tournoi de Wimbledon :
  - Le Britannique Hugh Lawrence Doherty s’impose en simple hommes.
  - L’Américaine May Sutton en simple femmes.
- 1re édition de l'Open d'Australie :
  - L'Australien Rodney Heath s'impose en simple hommes.
- 25e édition du championnat des États-Unis :
  - L’Américain Beals Wright s’impose en simple hommes.
  - L’Américaine Elisabeth Moore s’impose en simple femmes.
- La Grande-Bretagne remporte la Coupe Davis face aux États-Unis (5-0).

## Naissances
- 29 janvier : Gaston Rebry, coureur cycliste belge. († 3 juillet 1953).
- 11 mai : Pedro Petrone, footballeur uruguayen, champion du monde en 1930, champion olympique en 1924 et 1928. († 13 décembre 1964).
- 31 mai : Cecil Thompson, hockeyeur canadien
- 29 juin : Pietro Fossati, cycliste sur route italien. Vainqueur du Tour de Lombardie 1929. († 13 mars 1945).
- 20 juillet : Carl-Adam Stjernswärd, officier et cavalier suédois de concours complet († 18 mars 1981.
- 15 août : Manfred von Brauchitsch, pilote automobile allemand, légendaire pilote Mercedes dans les années 1930. († 5 février 2003).
- 29 août : Dhyan Chand, joueur indien de hockey sur gazon, triple champion olympique lors des Jeux de 1928, 1932 et 1936. († 3 décembre 1979).
- 2 septembre : Marcel Galey, footballeur français
- 15 septembre : Patrick O’Callaghan, athlète irlandais
- 6 octobre : Helen Wills, joueuse de tennis américaine. († 1er janvier 1998).
- 9 octobre : Paul Barrère, joueur français de rugby à XV. († 21 août 1978).
- 5 novembre : Louis Rosier, pilote automobile français. († 26 octobre 1956).
- 20 décembre : Bill O'Reilly, joueur de cricket australien. († 6 octobre 1992).
- 25 décembre : Étienne Mattler, footballeur français

## Décès
- 6 janvier : George Van Cleaf, 25 ans, joueur américain de water polo, champion olympique lors des Jeux olympiques de Saint-Louis (États-Unis). (° 1880).